# Бойчук Ігор Васильович (футболіст)
І́гор Васи́льович Бойчу́к (нар. 10 січня 1994, Чернівці, Україна) — український футболіст, захисник.

## Клубна кар'єра
Вихованець футбольної школи «Буковини» (Чернівці). У чемпіонаті України (ДЮФЛ) виступав за чернівецьку «Буковину» (54 матчі, 16 голів).
Виступав за аматорські команди «Маяк» (Великий Кучурів) та «Волока» (Волока), з якими ставав чемпіоном Чернівецької області. Також 2015 році в складі «Волоки» здобув путівку до фіналу аматорського кубка України, проте після півфінальних матчів команду дискваліфікували через порушення регламенту змагань.
У 2016 році підписав контракт з рідною чернівецькою «Буковиною», де виступав під номером 21. У другому матчі за чернівецький клуб Ігор відзначився голом, якій у результаті приніс перемогу його команді.
30 серпня 2017 року Ігор провів 50-й офіційний матч у «футболці» чернівецької «Буковини». У тому ж матчі відзначився забитим голом, який в результаті довів рахунок до розгромної перемоги («Буковина» — «Арсенал-Київщина» 4:0).
У жовтні того ж року в матчі проти івано-франківського «Прикарпаття» дебютував як капітан команди; однак дебют видався не зовсім вдалим, оскільки його команда поступилася з рахунком 5:2. Проте в останній грі сезону 2017/18 знову отримав можливість вийти в ролі капітана, і тут фортуна вже була на боці команди Ігоря (перемога над «Арсенал-Київщиною» — 3:1).
Перед початком 2018/19 сезону за обопільною згодою сторін розірвав контракт із рідною «Буковиною», за чернівецьку команду він виступав з 2016 року та провів 69 офіційних матчів (5 голів). 17 липня підписав 2-х річний контракт із першоліговим клубом «Агробізнес» (Волочиськ), а 22 липня 2018 року дебютував за «Агробізнес» в матчі першої ліги проти харківського «Металіста».
23 серпня 2019 року провів 100 офіційний матч у своїй професіональній кар'єрі, а 19 липня 2020 року зіграв 50-й офіційний матч за команду з Волочиська. Відігравши стабільно два сезони, будучи ключовим гравцем команди — у серпні того ж року зігравши 53 матчі та забивши 3 м'ячі за обопільною згодою сторін покинув ФК «Агробізнес». У сезоні 2019/20 разом з волочиською командою посів 4-е місце в першій українській лізі, набравши однакову кількість очок з бронзовим призером («Інгулець»), але по додатковому показнику уступив їм третю сходинку, яка давала можливість виходу в Прем'єр-лігу.
21 серпня підписав контракт з клубом: «Рух» (Львів), за який через декілька днів дебютував у матчі 1-го туру УПЛ 2020/21 проти полтавської «Ворскли», у тому ж матчі відзначився і дебютним голом. У зимове міжсезоння повернувся в «Агробізнес», а за час перебування у складі львівської команди провів 3 офіційних матча (1 гол) в усіх турнірах.

### Характеристика
Відзначається великою витривалістю, швидкістю, влучними ударами та працелюбністю, як на футбольному полі так і в тренувальному процесі. Добре грає двома ногами.

### Цікаві факти
- Включений у збірну 22-го туру Першої ліги 2016/17 за версією Sportarena.com — позиція лівий захисник[10].
- Включений у збірну 9-го туру та 31-го тижня Другої ліги 2017/18 за версією Sportarena.com — позиція лівий захисник[11][12].
- Включений у збірну другого півріччя сезону Другої ліги України 2017/18 за версією Sportarena.com — позиція лівий захисник[13].
- Включений у збірну 22-го туру Першої ліги 2019/20 за версією Sportarena.com — позиція лівий захисник[14].
- Включений у збірну другої частини сезону Першої ліги України 2019/20 за версією Sportarena.com — позиція лівий захисник[15].
- Включений у збірну сезону Першої ліги України 2019/20 за версією Sportarena.com — позиція лівий захисник[16].

## Статистика
Станом на 4 січня 2022 року
| Період    | Клуб                   | Матчі (голи) | Матчі (голи) | Матчі (голи) | Матчі (голи) | Матчі (голи) |       |        |
| Період    | Клуб                   | Чемпіонат    | Чемпіонат    | Чемпіонат    | Кубок        | Всього       |       |        |
| Період    | Клуб                   | УПЛ          | 1 ліга       | 2 ліга       | Кубок        | Всього       |       |        |
| --------- | ---------------------- | ------------ | ------------ | ------------ | ------------ | ------------ | ----- | ------ |
| 2016—2018 | Буковина (Чернівці)    | —            | 31 (1)       | 36 (4)       | Кубок        | Всього       | 2 (0) | 69 (5) |
| 2018—2020 | Агробізнес (Волочиськ) | —            | 53 (3)       | —            | 0 (0)        | 53 (3)       |       |        |
| 2020      | Рух (Львів)            | 2 (1)        | —            | —            | 1 (0)        | 3 (1)        |       |        |
| 2021—     | Агробізнес (Волочиськ) | —            | 33 (1)       | —            | 2 (0)        | 35 (1)       |       |        |
| 2016—     | Всього за кар'єру      | 2 (1)        | 117 (5)      | 36 (4)       | 5 (0)        | 160 (10)     |       |        |

## Досягнення
Професіональний рівень
- Півфіналіст Кубка України: 2021

Аматорський рівень
- Чемпіон Чернівецької області (2) : 2013, 2015
- Півфіналіст Кубка України: 2015